# Цветовая

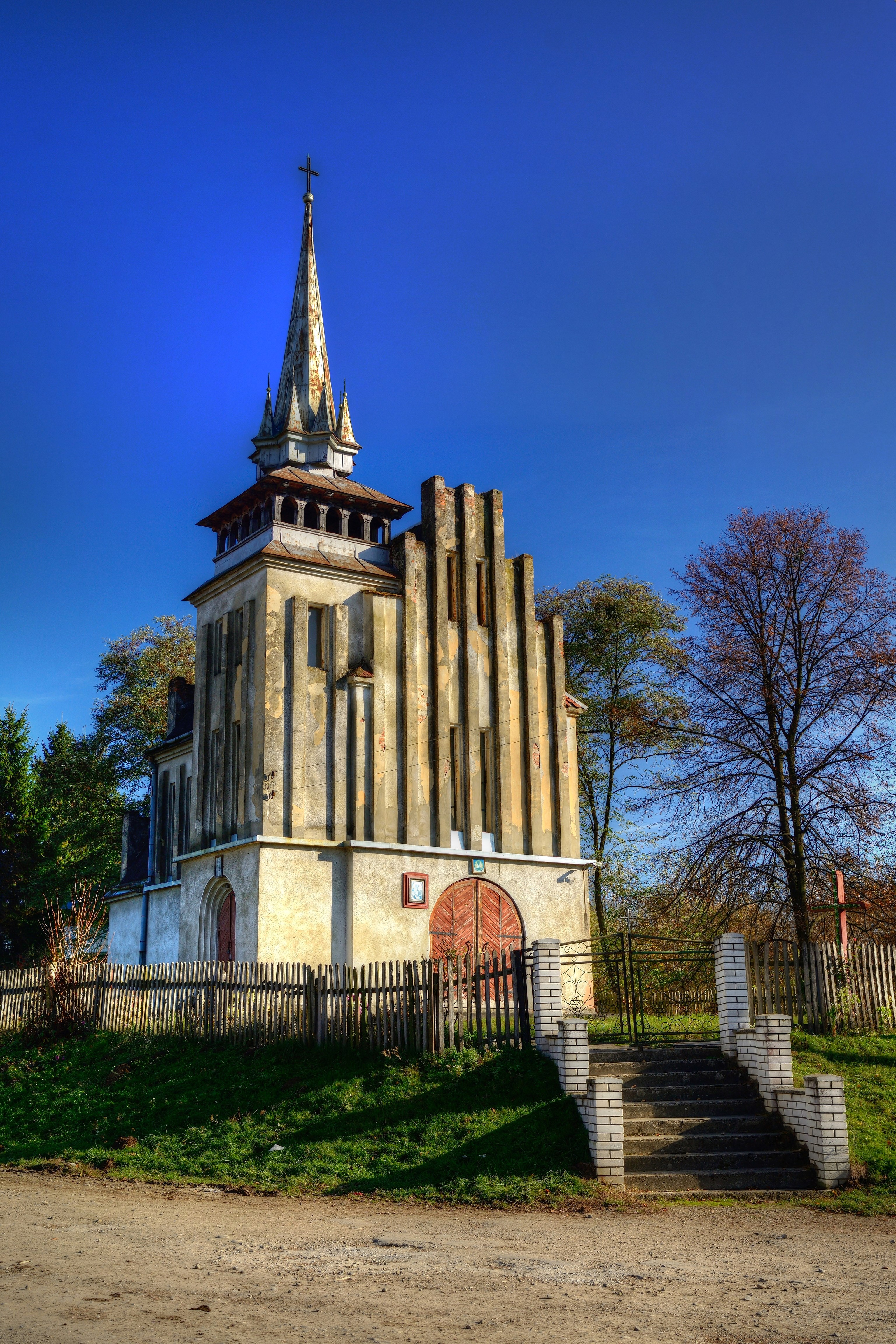
Костёл 1938 г. постройки

Цветовая (укр. Цвітова) — село в Войниловской поселковой общине Калушского района Ивано-Франковской области Украины.
Население по переписи 2001 года составляло 453 человека. Занимает площадь 8,13 км². Почтовый индекс — 77364. Телефонный код — 03472.
Первое письменное свидетельство о селе относится к 1578 году.
Ранее в селе располагался замок шляхтича Блажовского.
В 1854 году в селе была построена церковь Святого Николая.
В селе расположена школа на 108 ученических мест.